# HD 377
HD 377 — звезда в созвездии Рыб на расстоянии около 257 световых лет от нас.

## Характеристики
HD 377 — звезда 7,581 величины, невидимая невооружённым глазом. Впервые в астрономической литературе она упоминается в каталоге Генри Дрейпера, изданном в начале XX века. Это жёлтый карлик, который имеет массу, равную 0,99 массы Солнца. Возраст звезды оценивается приблизительно в 8,2 миллиардов лет. Планет в данной системе пока обнаружено не было.